# کلستان علیا
کلستان علیا یکی از روستاهای استان اردبیل است که در بخش مرکزی شهرستان خلخال واقع شده‌است.